# Straal (wiskunde)

Cirkel met middelpunt, straal en middellijn

In de wiskunde is de straal of radius {\displaystyle r} van een cirkel, bol, cilinder de afstand van een willekeurig punt op de rand van de cirkel (of bol, of cilinder) tot het middelpunt.
De straal is de helft van de diameter. De omtrek {\displaystyle O} van een cirkel is alleen afhankelijk van de straal:
{\displaystyle O=2\pi r}
Daarin is {\displaystyle \pi } de wiskundige constante pi.
Ook voor andere krommen is het begrip straal gedefinieerd, zij het dat door de variërende kromming de straal van punt tot punt kan verschillen. De kromtestraal in een punt van de kromme is populair gezegd de straal van de cirkel die in dat punt het best de kromme benadert.
Zo is de 'straal' van een rechte lijn {\displaystyle \infty } (oneindig) en de kromming 0.
Ook een verbindingslijnstuk van het middelpunt met een punt op de omtrek van een kromme wordt straal genoemd.
boog ·
booglengte ·
boogstraal ·
clothoïde ·
overgangsboog ·
straal